# GQ (revistă)
GQ (acronim pentru Gentlemen's Quarterly) este o revistă internațională lunară pentru bărbați, cu sediul în New York City și fondată în 1931. Publicația se concentrează pe modă, stil și cultură pentru bărbați, deși articole despre mâncare, filme, fitness, sex, muzică, călătorie, sport, tehnologie și cărți sunt de asemenea prezentate.

## Istoric
Revista GQ a fost lansată în 1931, în Statele Unite, sub titlul Apparel Arts.
A fost o revistă de modă pentru comerțul cu îmbrăcăminte pentru bărbați, destinată în principal cumpătorilor angro și vânzătorilor cu amănuntul. Popularitatea revistei în rândul clienților cu amănuntul, care adesea au luat revista de la comercianții cu amănuntul, au determinat crearea revistei Esquire în 1933.
Apparel Arts a continuat până în 1957, când a fost transformată într-o revistă trimestrială pentru bărbați, care a fost publicată mulți ani de către compania Esquire Inc. Apparel a fost exclus din logo în 1958, cu ediția de primăvară după nouă ediții, iar numele Gentlemen's Quarterly a fost stabilit.
Gentlemen's Quarterly a fost re-denumit ca GQ în 1967. Rata de publicare a crescut de la trimestrial la lunar în 1970.
Circulație (pe lună) - 824 334 de exemplare, din care 609 238 - abonament . 73% dintre cititori sunt bărbați, 63% sunt singuri . 65% dintre cititori au un venit anual de 50.000 $ sau mai mult, 25% având un venit mai mare de 75.000 $ .
În anul 2006, edițiile GQ însumau patru milioane de cititori .

## Bărbații Anului
GQ (SUA) a numit pentru prima dată Bărbații Anului în 1996, prezentându-i într-o ediție specială a revistei. British GQ și-au lansat premiile anuale Bărbații Anului în 2009 , iar GQ India și-a lansat anul următor. Spaniolii GQ și-au lansat premiile pentru Bărbații Anului în 2011 , iar GQ Australia și-a lansat premiul în 2007.

## GQ în România
Revista GQ este prezentă și în România, din decembrie 2008, fiind editată de Liberis Publications România.
Aceasta este cea de a 15-a ediție internațională a revistei.